# Martin Sinković
Martin Sinković (* 10. November 1989 in Zagreb) ist ein kroatischer Ruderer. Gemeinsam mit seinem Bruder Valent Sinković gewann er 2016, 2021 und 2024 die Goldmedaille bei den Olympischen Spielen für Kroatien.

## Karriere
Sinković begann 1999 mit dem Rudersport. Nach einem siebten Platz bei den Junioren-Weltmeisterschaften 2006 mit dem Achter, gewann er bei den Junioren-Weltmeisterschaften 2007 die Bronzemedaille im Einer. 2008 startete er mit seinem älteren Bruder Valent Sinković im Doppelzweier, die beiden gewannen bei den U23-Weltmeisterschaften die Silbermedaille hinter dem britischen Boot; bei den Europameisterschaften kamen sie als Fünfte ins Ziel.
2009 erreichten die Sinković-Brüder bei der ersten Weltcupregatta in Banyoles den dritten Platz im Doppelzweier, Vierte wurde der zweite kroatische Doppelzweier mit Damir Martin und David Šain. Für die zweite Weltcupregatta in München taten sich die beiden Doppelzweier zu einem Doppelvierer zusammen und gewannen die Regatta. David Šain, Martin Sinković, Damir Martin und Valent Sinković siegten in dieser Besetzung auch bei den U23-Weltmeisterschaften, bei den Ruder-Weltmeisterschaften 2009 ruderten die Kroaten auf den vierten Platz.
2010 siegten die vier Kroaten bei allen drei Weltcupregatten sowie bei den U23-Weltmeisterschaften. Nach einem zweiten Platz hinter dem polnischen Boot bei den Ruder-Europameisterschaften 2010 gewannen die Kroaten bei den Ruder-Weltmeisterschaften 2010 in Neuseeland den Titel. 2011 belegten die Kroaten im Weltcup die Plätze 2, 1 und 5, bei den Ruder-Weltmeisterschaften 2011 erhielt das Boot die Bronzemedaille hinter den Booten aus Australien und Deutschland. 2012 gewann der kroatische Doppelvierer alle drei Weltcup-Regatten, bei den Olympischen Spielen in London gewann er die Silbermedaille hinter dem deutschen Boot.
Bei den Ruder-Weltmeisterschaften 2013 gewann er im Doppelvierer Gold vor Deutschland und dem Vereinigten Königreich. Im Jahr darauf gewann er bei den Ruder-Weltmeisterschaften 2014 zusammen mit seinem Bruder den Titel im Doppelzweier, die beiden Brüder konnten ihren Titel bei den Weltmeisterschaften 2015 verteidigen. Im Mai 2016 gewann der kroatische Doppelzweier den Titel bei den Europameisterschaften. Im August gewannen die Brüder dann auch die Goldmedaille bei den Olympischen Spielen 2016.
Nachdem das Bruderpaar drei Jahre die Konkurrenz im Doppelzweier dominiert hatte, wechselte es zur Saison 2017 in den Riemenbereich und ruderte im Zweier ohne Steuermann. Beim ersten Auftritt beim Ruder-Weltcup erreichten Martin und Valent Sinković den zweiten Rang hinter einer neuen Kombination aus Neuseeland. Die Weltmeisterschaften in Florida schloss das kroatische Duo ebenfalls auf dem Silberrang ab, nachdem im Schlussspurt die italienische Mannschaft mit Matteo Lodo und Giuseppe Vicino vorbeigezogen war. 2018 siegten die Brüder bei den Europameisterschaften in Glasgow und anderthalb Monate später bei den Weltmeisterschaften in Plowdiw. 2019 verteidigten die beiden Kroaten ihre Titel bei den Europameisterschaften in Luzern und bei den Weltmeisterschaften in Linz. Bei den Europameisterschaften 2020 gewannen die beiden Kroaten die Silbermedaille hinter dem Boot aus Rumänien. 2021 siegten sie sowohl bei den Europameisterschaften als auch bei den Olympischen Spielen.
2022 kehrten die Brüder in den Doppelzweier zurück. Sie siegten in allen drei Weltcup-Regatten und gewannen den Titel bei den Europameisterschaften in München. Bei den Weltmeisterschaften 2022 wurden die beiden Vierte und verpassten die Bronzemedaille um über drei Sekunden. Im Jahr darauf siegten die Brüder bei den Europameisterschaften 2023 in Bled vor den Italienern Crew und den Niederländern. Drei Monate später bei den Weltmeisterschaften in Belgrad gewannen die Niederländer mit drei Sekunden Vorsprung vor den Kroaten. 2024 wechselten die Brüder zurück in den Zweier ohne Steuermann. Bei den Europameisterschaften in Szeged belegten sie den vierten Platz mit vier Sekunden Rückstand auf die Drittplatzierten und neun Sekunden Rückstand auf die siegreichen Briten. Drei Monate später bei den Olympischen Spielen in Paris gewannen die Kroaten sowohl ihren Vorlauf als auch ihren Zwischenlauf. Im Finale führten die Briten bei allen Zwischenmarken, aber den Brüdern Sinković gelang es im Schlussspurt die Briten zu überholen. Ihr Vorsprung betrug im Ziel 0,45 Sekunden.

## Internationale Erfolge
- 2006: 7. Platz Junioren-Weltmeisterschaften im Achter
- 2007: Bronzemedaille Junioren-Weltmeisterschaften im Einer
- 2008: Silbermedaille U23-Weltmeisterschaften im Doppelzweier
- 2008: 5. Platz Europameisterschaften im Doppelzweier
- 2009: Goldmedaille U23-Weltmeisterschaften im Doppelvierer
- 2009: 4. Platz Weltmeisterschaften im Doppelvierer
- 2010: Goldmedaille U23-Weltmeisterschaften im Doppelvierer
- 2010: Silbermedaille Europameisterschaften im Doppelvierer
- 2010: Goldmedaille Weltmeisterschaften im Doppelvierer
- 2011: Bronzemedaille Weltmeisterschaften im Doppelvierer
- 2012: Silbermedaille Olympische Spiele im Doppelvierer
- 2012: Goldmedaille Europameisterschaften im Doppelvierer
- 2013: 6. Platz Europameisterschaften im Doppelvierer
- 2013: Goldmedaille Weltmeisterschaften im Doppelvierer
- 2014: 7. Platz Europameisterschaften im Einer
- 2014: Goldmedaille Weltmeisterschaften im Doppelzweier
- 2015: Goldmedaille Weltmeisterschaften im Doppelzweier
- 2016: Goldmedaille Europameisterschaften im Doppelzweier
- 2016: Goldmedaille Olympische Spiele im Doppelzweier
- 2017: Silbermedaille Weltmeisterschaften im Zweier ohne
- 2018: Goldmedaille Europameisterschaften im Zweier ohne
- 2018: Goldmedaille Weltmeisterschaften im Zweier ohne
- 2019: Goldmedaille Europameisterschaften im Zweier ohne
- 2019: Goldmedaille Weltmeisterschaften im Zweier ohne
- 2020: Silbermedaille Europameisterschaften im Zweier ohne
- 2021: Goldmedaille Europameisterschaften im Zweier ohne
- 2021: Goldmedaille Olympische Spiele im Zweier ohne
- 2022: Goldmedaille Europameisterschaften im Doppelzweier
- 2022: 4. Platz Weltmeisterschaften im Doppelzweier
- 2023: Goldmedaille Europameisterschaften im Doppelzweier
- 2023: Silbermedaille Weltmeisterschaften im Doppelzweier
- 2024: 4. Platz Europameisterschaften im Zweier ohne
- 2024: Goldmedaille Olympische Spiele im Zweier ohne